# Мемориал уралмашевцам, погибшим в годы Великой Отечественной войны
Мемориа́л уралма́шевцам, поги́бшим в го́ды Ве́ликой Оте́чественной войны́ расположен в Екатеринбурге на площади 1-й Пятилетки, в начале бульвара Культуры перед гостиницей Мадрид. Монумент, выполненный из чёрного лабрадорита и серого гранита, был открыт 8 мая 1969 года, архитектор Г. И. Белянкин, скульпторы рельефов И. И. Симонов и С. П. Романов.

## История
Разработкой памятника погибшим на войне уралмашевцам занимался Г. И. Белянкин, много сотрудничавший с УЗТМ. Руководство завода выбрало концепцию торжественно-монументального памятника, без обширных скульптурных композиций, характерных для большинства воинских мемориалов 1960-х годов. Из нескольких эскизов, представленным Белянкиным, был выбран вариант с рельефной стеной из чёрного лабрадорита и плитой с именами погибших.
Открытие мемориала состоялось 8 мая 1969 года. Памятник стал первым в Свердловске мемориалом в честь погибших в Великой Отечественной войне. В 1970 году накануне Дня Победы на площадке около мемориала комсомольская организация провела факельное шествие, приуроченное к 25-летию победы в Великой Отечественной войне.
Ежегодно в День Победы у памятника проводится митинг с возложением цветов.

## Описание

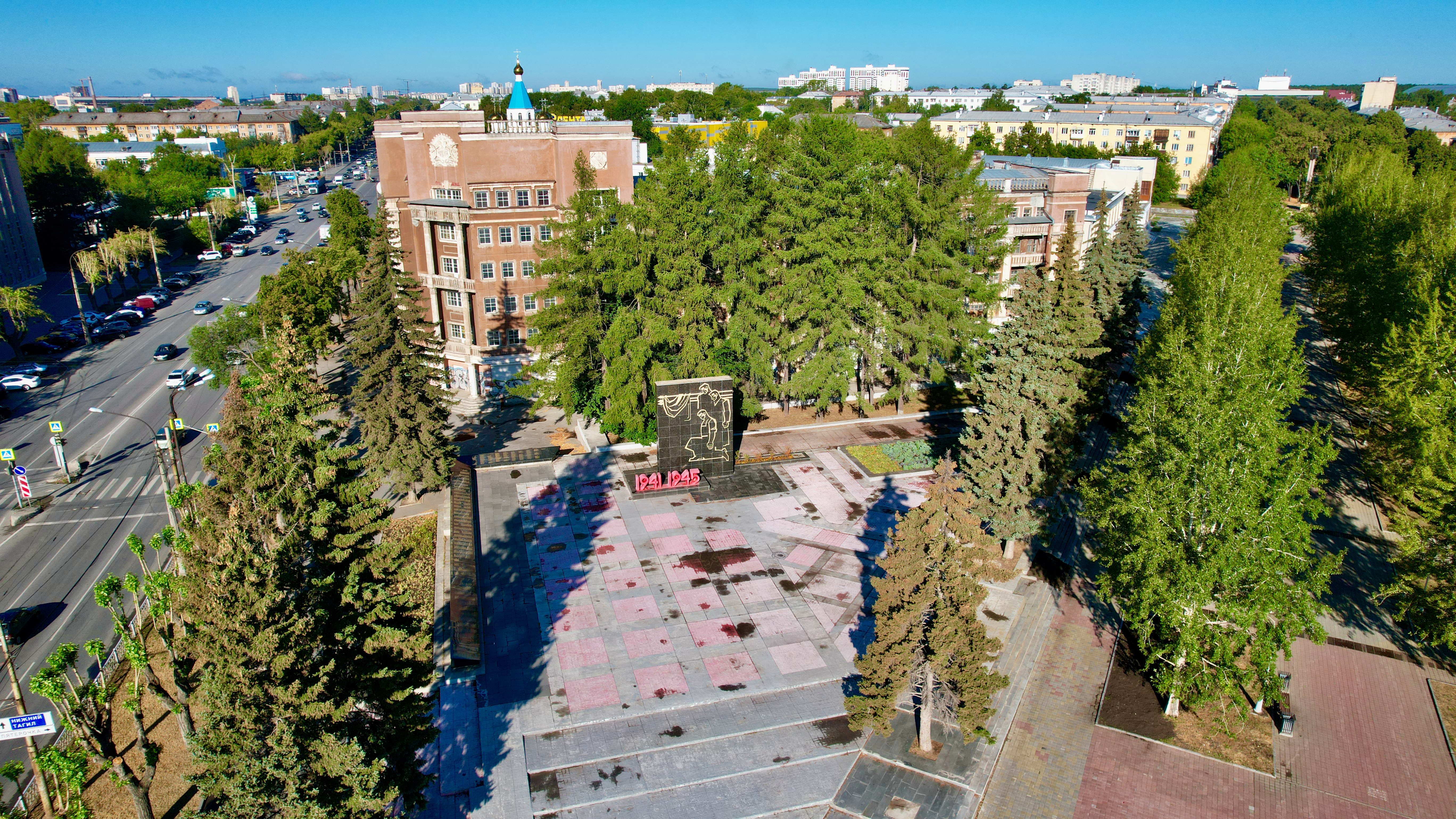
Вид на мемориал с высоты

Памятник представляет собой композицию из главной монументальной стелы из чёрного лабрадорита и плиты из серого гранита с высеченными именами более 700 погибших уралмашевцев. На стеле рельефно в скорбящей позе изображены два стоящих и один коленопреклонённый рабочий со склонёнными головами под нависающими знамёнами. Авторами рельефов выступили скульпторы И. И. Симонов и С. П. Романов. В постамент памятника вмурована капсула с горстью земли, привезённой с Мамаева кургана. Вокруг мемориала высажены плакучие ивы и голубые ели, подчёркивающие торжественность композиции.
На плите с именами погибших расположена надпись «Подвигу гордых сердец, нашим отцам, братьям и сёстрам, жизнью своей отстоявшим Родину нашу. Знай, внимающий этому камню, поставил его на века Уралмаш благодарный».